# 大分市立明野北小学校
大分市立明野北小学校（おおいたしりつ あけのきたしょうがっこう）は、大分県大分市明野北四丁目にある公立小学校である。

## 概要
大分市の市街地東部に位置する明野地区に1975年（昭和50年）4月1日開校した。通学区域は明野北一丁目 - 五丁目、明野天然町、コモンライフ高城、サンランド高城、高城台、高城団地、則小池、東原、法勝台一丁目、大字猪野（池の平）、大字小池原（池の平）、大字千歳（池の平）。大分県内最大規模の団地である明野団地に隣接し、周辺には大分工業高等専門学校等の施設がある。
校舎は1975年（昭和50年）3月完成の南校舎、同年5月完成の中校舎、1982年（昭和57年）3月完成の北校舎の3棟からなる。敷地面積は校地3万7,173m²、グラウンド1万1,829m²。建物面積は校舎3棟合計4,839m²、屋内運動場886m²、給食施設129m²。敷地内に25mプールを備える。
2016年（平成28年）5月1日時点における児童数は598人（うち特別支援学級在籍17人）で、合計23学級（同3学級）により構成している。職員数は校長・教頭・教諭等28人、養護教諭1人、事務職員1人、栄養職員1人、学校主事1人、給食調理員5人の合計37人。児童・学級数については2009年度（平成21年度）の819人・24学級から減少しており、大分市教育委員会は今後も同様の傾向が続くと推計している。
学校教育目標として「豊かな心をもち、「生きる力」を身につけた、 心身ともにたくましい子どもの育成」を掲げ、スキルタイムや算数の習熟度・少人数指導、学校と隣接する天然塚公園等を活用した自然体験・地域交流等を実施している。
また、大分市立明野中学校と連携した小中一貫教育を実施しており、小中学校間の授業交流や学校行事における児童生徒の交流に加え、教職員の情報交換や生徒指導の工夫改善、指導力向上等に取り組んでいる。
大分市立小・中学校隣接校選択制において、当校を指定校とする地域に居住している場合、隣接校である大分市立明野東小学校、大分市立明野西小学校、大分市立桃園小学校、大分市立明治北小学校への入学を希望することができる。

## アクセス
- 鉄道：JR日豊本線高城駅が最寄り
- バス：大分バス 「津留小学校前」下車

## 著名な出身者
- 宮﨑大輔 - ハンドボール選手・日本代表[6]